# Písník Pod panelárnou
Písník Pod panelárnou je vodní plocha o rozloze 0,6 ha vzniklá po těžbě štěrkopísků ukončené v 50. letech 20. století. Písník se nalézá asi 0,6 km východně od centra obce Plačice v okrese Hradec Králové pod areálem bývalé panelárny Plačice. Písník je využíván pro rybolov.

## Galerie

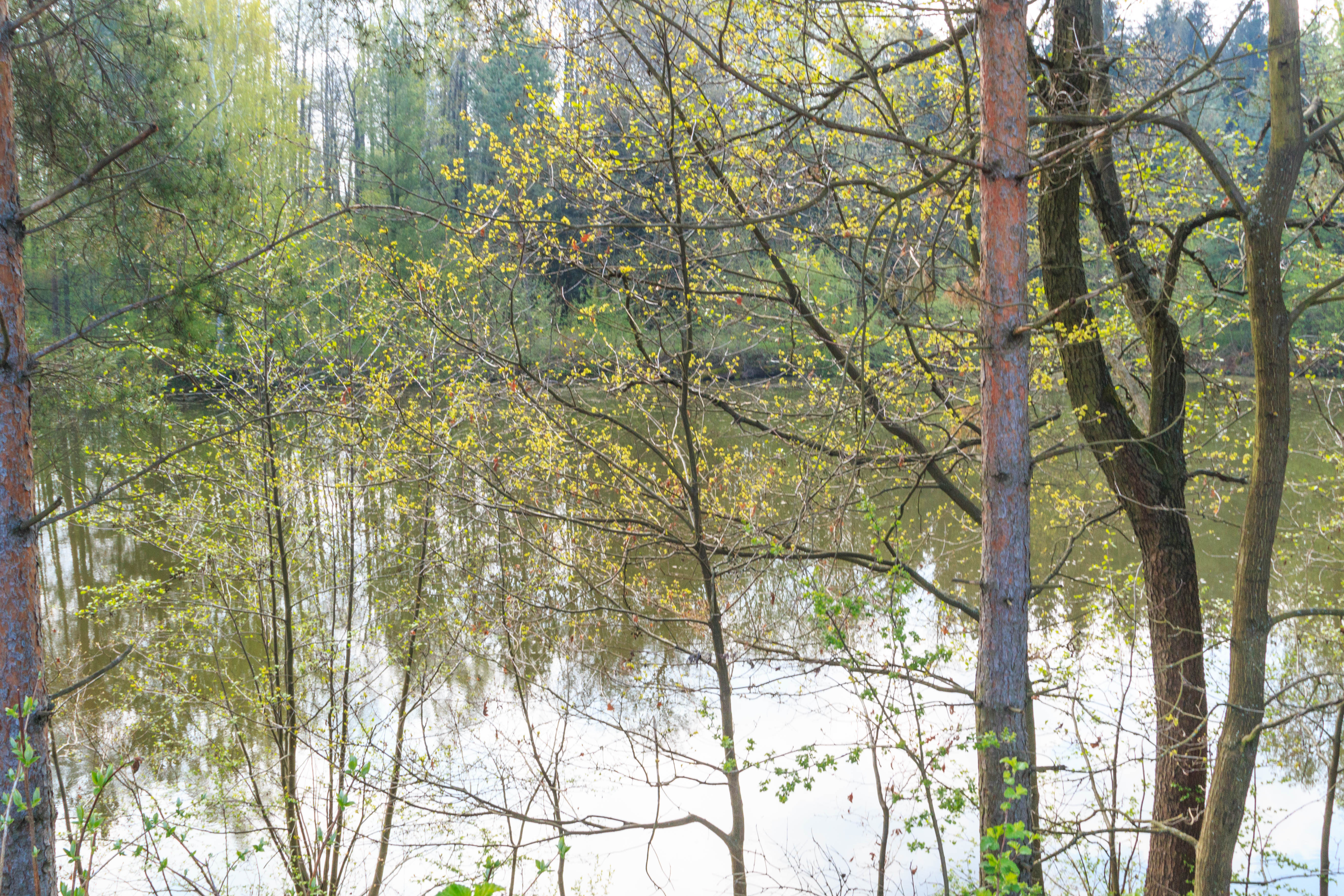
Písník pod panelárnou u Plačic
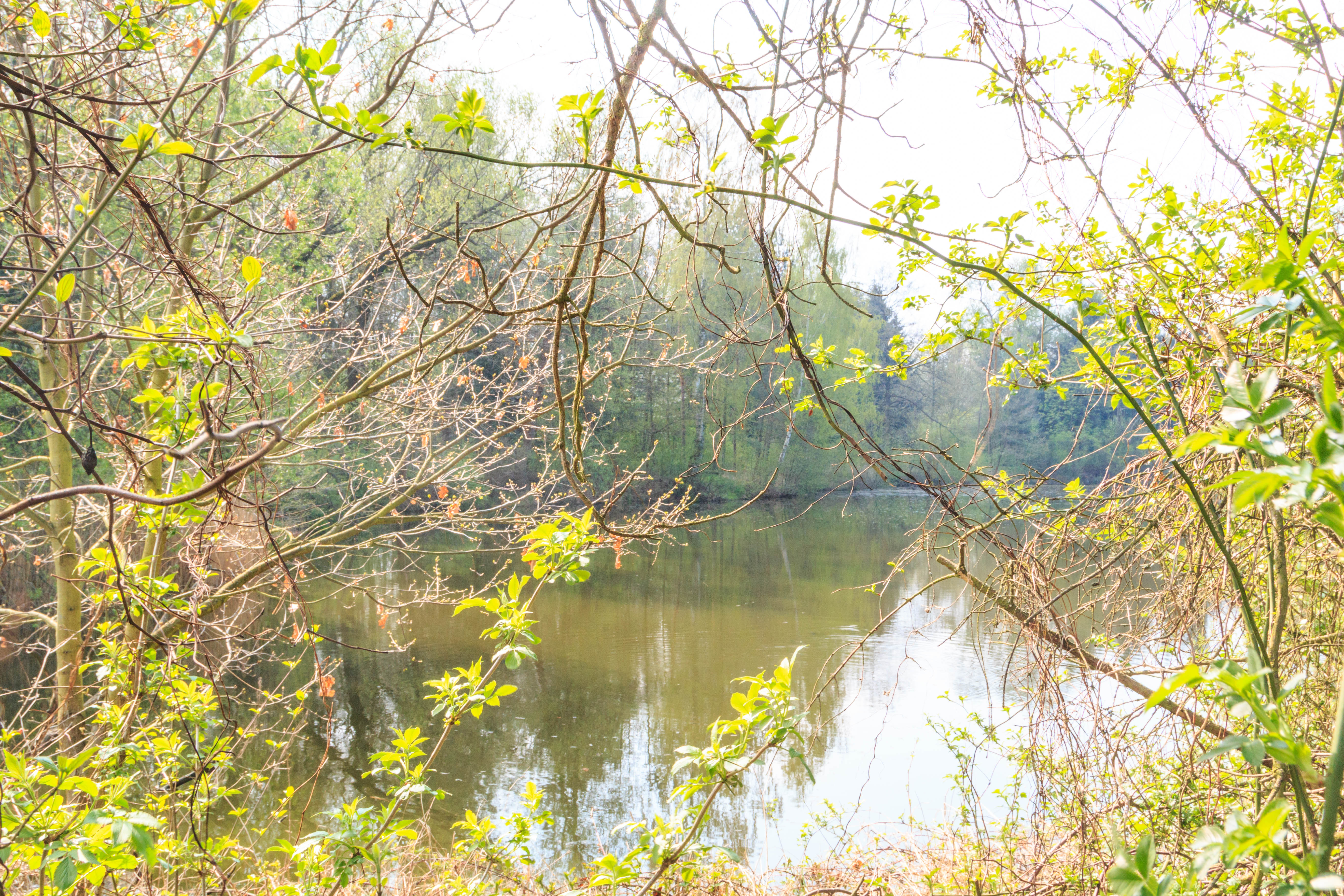
Písník pod panelárnou u Plačic